# Scilla berthelotii
Scilla berthelotii là một loài thực vật có hoa trong họ Măng tây. Loài này được Webb & Berthel. miêu tả khoa học đầu tiên năm 1847.